# Giống cây trồng Việt Nam
Giống cây trồng Việt Nam là tổng thể các giống cây trồng có nguồn gốc tại Việt Nam, cũng như tình hình nhập ngoại giống cây trồng. Chúng là quần thể cây trồng thuộc cùng một cấp phân loại thực vật thấp nhất, đồng nhất về hình thái, ổn định qua các chu kỳ nhân giống, có thể nhận biết được bằng sự biểu hiện các tình trạng do kiểu gen hoặc sự phối hợp của các kiểu gen quy định và phân biệt được với bất kỳ quần thể cây trồng nào khác bằng sự biểu hiện của ít nhất một tình trạng có khả năng di truyền được.

## Định nghĩa
Giống cây trồng là một quần thể cây trồng do con người sáng tạo ra nhằm thỏa mãn những yêu cầu nào đó của mình. Nhóm cây trồng đó phải có tính di truyền và biến dị nhất định, phải có những đặc trưng về đặc tính sinh vật, về hình thái, về kinh tế nhất định, có tính di truyền ổn định và được thực tiễn kiểm chứng có khả năng cho năng suất cao, phẩm chất tốt trong những khu vực và điều kiện canh tác nhất định.
Theo Pháp lệnh giống cây trồng số 03/2004/PL-CTN ngày 4/04/2004 của Ủy ban thường vụ Quốc hội đã định nghĩa "Giống cây trồng là một quần thể cây trồng đồng nhất về hình thái và có giá trị kinh tế nhất định, nhận biết được bằng sự biểu hiện của các đặc tính do kiểu gen quy định và phân biệt được với bất kỳ quần thể cây trồng nào khác thông qua sự biểu hiện ít nhất một đặc tính và di truyền cho đời sau". Định nghĩa này chỉ dẫn đến giống cây trồng Việt Nam

## Danh mục giống cây trồng
Danh mục giống cây trồng được phép sản xuất kinh doanh tại Việt Nam 
- Danh sách giống lúa tại Việt Nam
- Bưởi Diễn
- Thuốc lào
- Nhãn
- Lúa
- Nếp cái hoa vàng
- Nếp cái hoa vàng Đại Thắng
- Dừa
- Cải bắp
- Hồng Xiêm
- Cau
- Cam
- Hải đường Việt Nam
- Họ Lan
- Hoa loa kèn
- Bí đao
- Nếp cái hoa vàng Đại Thắng
- Quýt ngọt Gia Luận
- Thuốc lào Hải Phòng